# Évaporateur à multiples effets

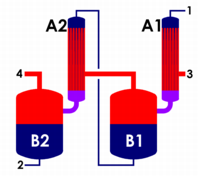
Schéma d'un double-effet à film tombant de l'évaporateur. Condensation des vapeurs de flash réservoir B1 chaleur de l'évaporateur A2. 1=alimentation, 2=produit, 3=vapeur, 4=vapeurs

Un évaporateur à multiples effets ou évaporateur à effet multiple, tel que défini dans le génie chimique, est un évaporateur permettant une utilisation efficace de la chaleur de la vapeur pour faire évaporer l'eau. 
L'eau est bouillie dans une séquence de différents réservoirs, chacun maintenu à une pression inférieure à celle de la dernière. Parce que la température d'ébullition de l'eau diminue à mesure que la pression diminue, la vapeur d'eau portée à ébullition dans un seul réservoir peut être utilisée pour chauffer le prochain. Seul le premier réservoir (à la pression la plus élevée) nécessite une source externe de chaleur.
L'évaporateur à effet multiple a été inventé par un afro-américain de la Nouvelle-Orléans, l'inventeur et ingénieur Norbert Rillieux. Bien qu'il ait conçu l'appareil dans les années 1820 et construit un prototype en 1834, il n'a pas obtenu de pouvoir passer à la construction industrielle pratique de l'évaporateur jusqu'en 1845. Conçu à l'origine pour la concentration de sucre dans la canne à sucre, il a ensuite été largement utilisé dans toutes les applications industrielles où de grandes quantités d'eau doit être évaporée, comme le sel de la production et de l'eau de dessalement.